# Gawriil Charitonowitsch Popow

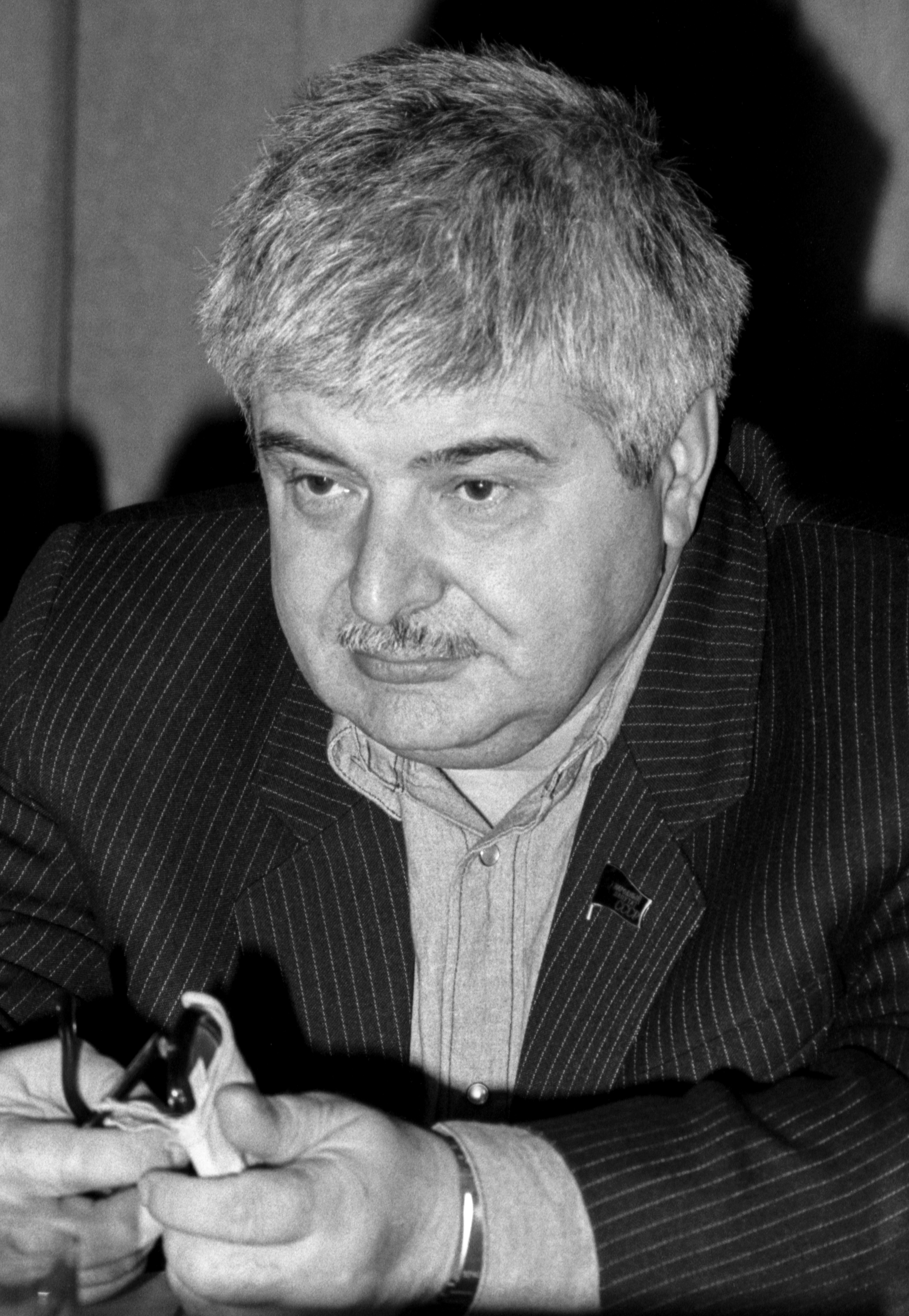
Gawriil Popow in 1990

Gawriil Charitonowitsch Popow (russisch Гавриил Харитонович Попов, wiss. Transliteration Gavriil Charitonovič Popov; * 31. Oktober 1936 in Moskau) ist ein russischer Wirtschaftssachverständiger, der von 1991 bis 1992 Oberbürgermeister von Moskau war.

## Biografie
Popow wuchs in Moskau auf und studierte von 1954 bis 1959 Wirtschaftswissenschaft an der Lomonossow-Universität. Anschließend war er dort als wissenschaftlicher Angestellter tätig, später auch als Dozent und von 1978 bis 1988 als Dekan der Wirtschaftsfakultät. Ein Schwerpunkt von Popows Forschungsarbeiten war die Wirtschaft der damaligen Sowjetunion sowie Ansätze für Wirtschaftsreformen hin zu einer freien Marktwirtschaft.
Seine politische Karriere begann 1989, als er als Abgeordneter des Kongresses der Volksdeputierten der UdSSR gewählt wurde. Als Parlamentarier gehörte Popow einer liberal orientierten Abgeordnetengruppe an. Im März 1990 wurde Popow in den Moskauer Stadtrat (Mossowjet) gewählt und wurde einen Monat später dessen Vorsitzender und somit Stadtoberhaupt. Nach der Reform des Moskauer Verwaltungssystems im Jahre 1991 wurde das Amt des Oberbürgermeisters (russ. мэр / mer, vgl. Maire) geschaffen und im Juni des gleichen Jahres erstmals eine Wahl in dieses Amt durchgeführt. Dabei besiegte Popow seinen Vorgänger im Amt des Mossowet-Vorsitzenden, Waleri Saikin, und wurde zum ersten Moskauer Oberbürgermeister nach dem Zerfall der Sowjetunion.
Als Oberbürgermeister wurde Popow per Erlass des damaligen russischen Präsidenten Boris Jelzin mit einer Vielzahl von Sondervollmachten ausgestattet, die es ihm unter anderem erlaubten, eine Massenprivatisierung des Stadteigentums einzuleiten. Außerdem initiierte Popow in diesem Amt eine großflächige Verwaltungsreform innerhalb der Stadtexekutive sowie eine Gebietsreform, nach der die bisherigen 33 Stadtrajons von Moskau durch zehn Verwaltungsbezirke mit über 120 untergeordneten Stadtteilen ersetzt wurden. Einer Vielzahl von während der Sowjetzeit umbenannten Straßen und Plätzen wurden in Popows Amtszeit ihre historischen Namen zurückgegeben. Gleichzeitig führte die Privatisierungswelle und verstärkte Ansiedlung von Privatunternehmen in der Stadt zunächst zu massiven wirtschaftlichen Problemen, Massenarmut, Chaos und ausufernder Kriminalität. Dies nötigte Popow zu einem Rücktritt im Juni 1992. Sein Nachfolger wurde der bisherige Vize-Bürgermeister, Juri Luschkow.
Nach dem Rücktritt wurde Popow Mitte 1992 Rektor (später: Präsident) der ein Jahr zuvor gegründeten Internationalen Universität Moskau. Seit 2001 ist er zusätzlich Vorstandsmitglied der im gleichen Jahr gegründeten Sozialdemokratischen Partei Russlands, welche allerdings politisch unbedeutend ist.
Popow ist verheiratet und hat zwei Söhne.

## Publikationen
Popow ist Autor von über hundert wissenschaftlichen Publikationen, unter anderem zur Management-Theorie sowie zu Wirtschaftsreformen der späten Sowjetzeit. Zu seinen Schülern zählt der bekannte liberale Politiker Jegor Gaidar, der Anfang der 1990er-Jahre russischer Regierungschef war und in dieser Zeit für radikale wirtschaftliche Reformen bekannt wurde.